# 糠酸
糠酸（化学式：C5H4O3）是白色单斜长梭形结晶。1g糠酸可溶于26ml冷水或4ml沸水，易溶于乙醇和乙醚。在130-140℃（6.65-8kPa）升华。可用于合成甲基呋喃，糠酰胺及糠酸酯和盐。在塑料工业中可用于增塑剂，热固性树脂等。在食品工业中用作防腐剂，也用作涂料添加剂、医药与香料等的中间体。由糠醛经空气氧化而得。

## 制备
糠酸可由糠醛在氢氧化钠溶液的存在下，由空气氧化制备，反应的催化剂为氧化银。